# Elmer T. Cunningham
Elmer Tiling Cunningham (1 de septiembre de 1889 – 14 de junio de 1965) fue un emprendedor y hombre de negocios estadounidense, especializado en la fabricación de válvulas termoiónicas y la manufactura de radioreceptores.
Es uno de los primeros casos perfectamente conocidos de empresarios que se beneficiaron de la fabricación de productos (en su caso, tubos de vacío) falsificados o sin licencia (1915-1920). Cunningham infringió directamente las patentes de Fleming y De Forest, y a diferencia de otros fabricantes que producían tubos de vacío fraudulentos, era muy agresivo en su publicidad. La mayoría de estos fabricantes sin licencia generalmente acabaron sus actividades después de un pleito, pero Cunningham salió adelante después de varias denuncias formuladas en su contra y contra su compañía, la Audio Tron Sales Company. Su éxito judicial animó a muchos otros a seguir sus pasos.

## Primeros años
Elmer Tiling Cunningham nació el 1 de septiembre de 1889 en San Francisco. Era hijo de John Francis Cunningham y de Fanna E. Tiling. Se graduó en el Instituto Lowell de San Francisco en diciembre de 1906. Siendo joven se interesó por los sistemas inalámbricos, y en 1910 colaboró con George Francis Haller para escribir el libro titulado "La Bobina de Alta Frecuencia de Tesla: Su Construcción y Usos".

## Tubo de vacío Audio Tron

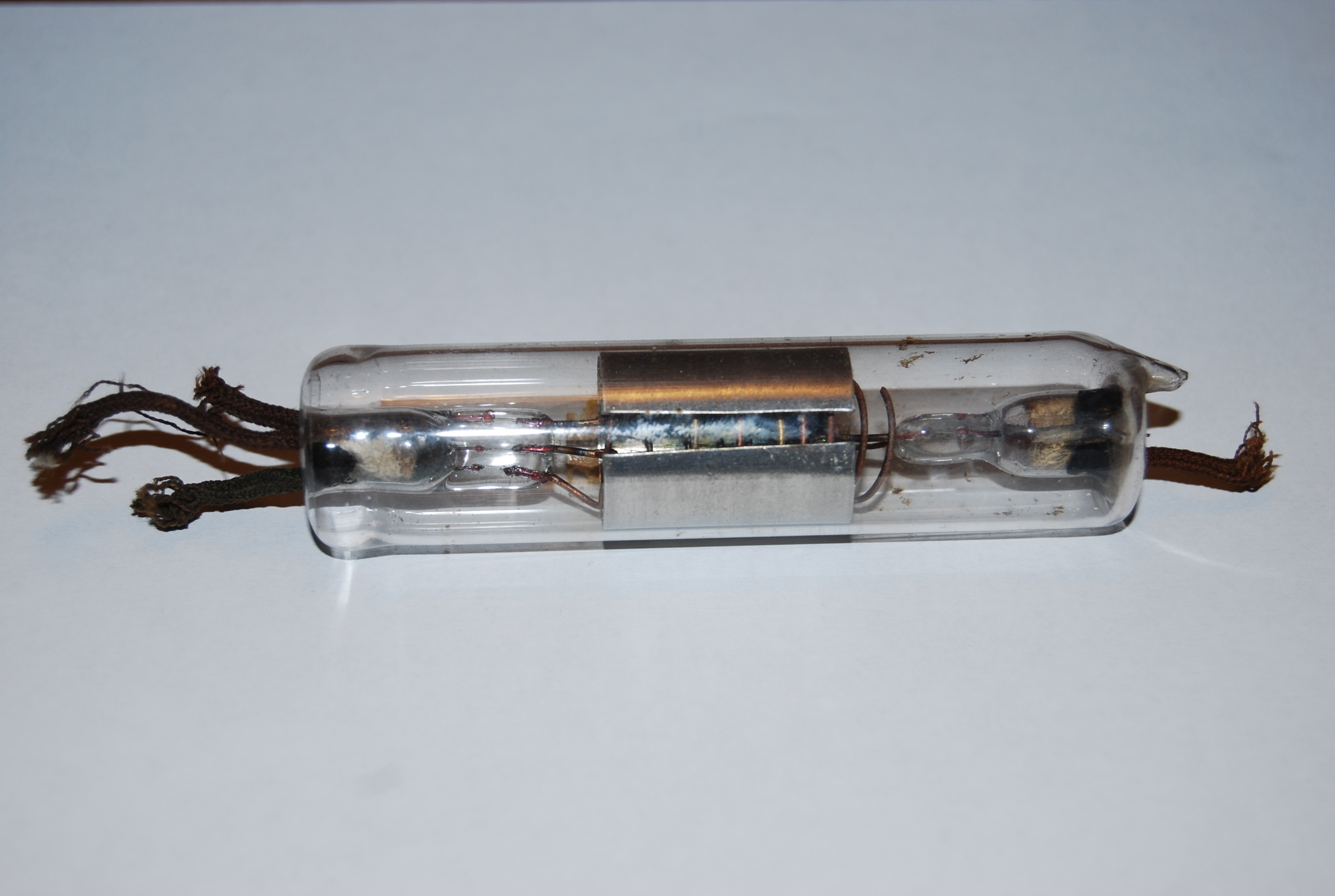
Tubo triodo Audio Tron (1915–1917). (Sin su etiqueta de papel).

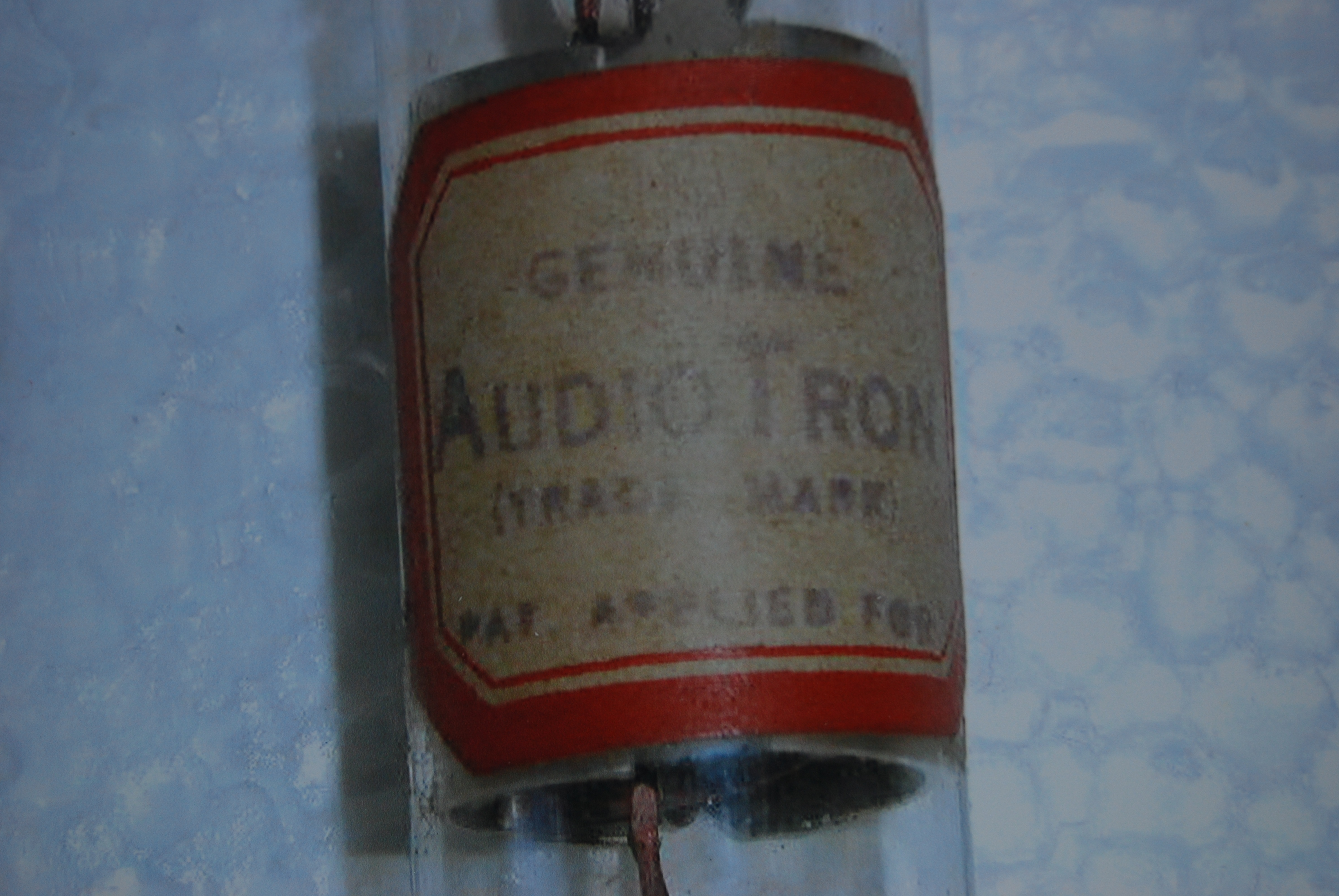
Etiqueta de papel identificativa utilizada en el tubo de vacío Audio Tron.

En 1915 Cunningham fundó la "Compañía de Ventas Audio Tron" en San Francisco. Basado en la costa oeste, entró en competencia directa con Lee De Forest, el principal fabricante de triodos que vendía bajo la marca Audion.
Antes de 1915, los triodos eran ampollas de vidrio esféricas, similares a las bombillas incandescentes. Cunningham desarrolló una alternativa diferente. Su tubo de triodo era cilíndrico y tenía la propiedad de ser de doble cara. Su diseño incluía filamentos dobles, lo que les proporcionaba una vida operativa más larga. Cunningham era capaz de producir estos tubos de vacío en grandes cantidades y mantener su calidad. El aumento del interés en la radiofonía para aficionados fue una gran ventaja para incrementar las ventas de Audio Tron. Este diseño a su vez influyó en la producción de otros tubos de vacío, incitando a De Forest a desarrollar una configuración tubular del Audion.
Otra característica de diseño importante del Tubo Audio Tron fue el uso de una placa cilíndrica, en vez de la placa plana típica del audión. Esta placa cilíndrica proporcionaba al tubo mejoras de ganancia y de eficacia. El diseño del Audio Tron fue probablemente inspirado por George Haller, con quien escribió su libro sobre las bobinas de Tesla.
En febrero de 1916, la compañía de De Forest demandó a Audio Tron por contravenir la patente del Audion. El pleito se resolvió fuera del tribunal, y Cunningham continuó vendiendo su Audio Tron sin interrupciones. La competencia entre Cunningham y De Forest se convirtió en una guerra de precios en la costa oeste. Cada vez que la compañía de De Forest bajaba el precio de sus tubos de vacío, la compañía Audio Tron respondida bajando también los suyos. El precio original del Audio Tron era de 7,50 dólares, y menos de un año después había bajado a 5,25.
Elmer Cunningham continuaría fabricando su Audio Tron hasta el 6 de abril de 1917. Con el estallido de la Primera Guerra Mundial, el Gobierno de EE. UU. ordenó que todos los equipos de radioaficionado fuesen desmantelados o puestos fuera de servicio. Esto provocó prácticamente el cierre del mercado para Audio Tron, y sus ventas quedaron interrumpidas.

### Octavilla publicitaria de Audio Tron
Este enlace muestra un anuncio de Audio Tron de 1915. La octavilla explica las ventajas sobre los tubos de vacío competidores, aportando testimonios de sus usuarios.

### Otros negocios de Cunningham
En 1916, Elmer T. Cunningham y su socio George Haller fundaron la Compañía Haller-Cunningham. El propósito principal del negocio era fabricar y vender equipamiento inalámbrico. Además, Cunningham proporcionó respaldo financiero a Otis B. Moorehead a finales de 1915, para fundar una nueva compañía de tubos de vacío, denominada Laboratorios Moorehead, y también basada en San Francisco. En julio de 1916, Otis Moorehead comercializó el Tubo de Relé Electrónico. Este tubo de vacío era similar en aspecto al Audio Tron de Cunningham, y de forma análoga interfería en la costa oeste en el negocio de De Forest, quien también emprendió acciones judiciales contra Moorehead. Más tarde, Moorehead fabricaría los primeros tubos de uso militar para los EE. UU. y el Reino Unido durante la Primera Guerra Mundial.

## Negocio de tubos posterior a la Guerra
Los tubos Audio Tron salieron a la venta de nuevo después de junio de 1919. Cunningham lanzó una campaña de ventas agresiva, anunciando que sus tubos estaban autorizados bajo las patentes de Fleming o de De Forest. Por su parte, sus competidores en la costa oeste, anunciaron que sus tubos no estaban autorizados. Sus rivales estaban legalmente en lo cierto, y el Audio Tron de Cunningham nunca fue un producto autorizado (en un claro ejemplo de fraude comercial). 

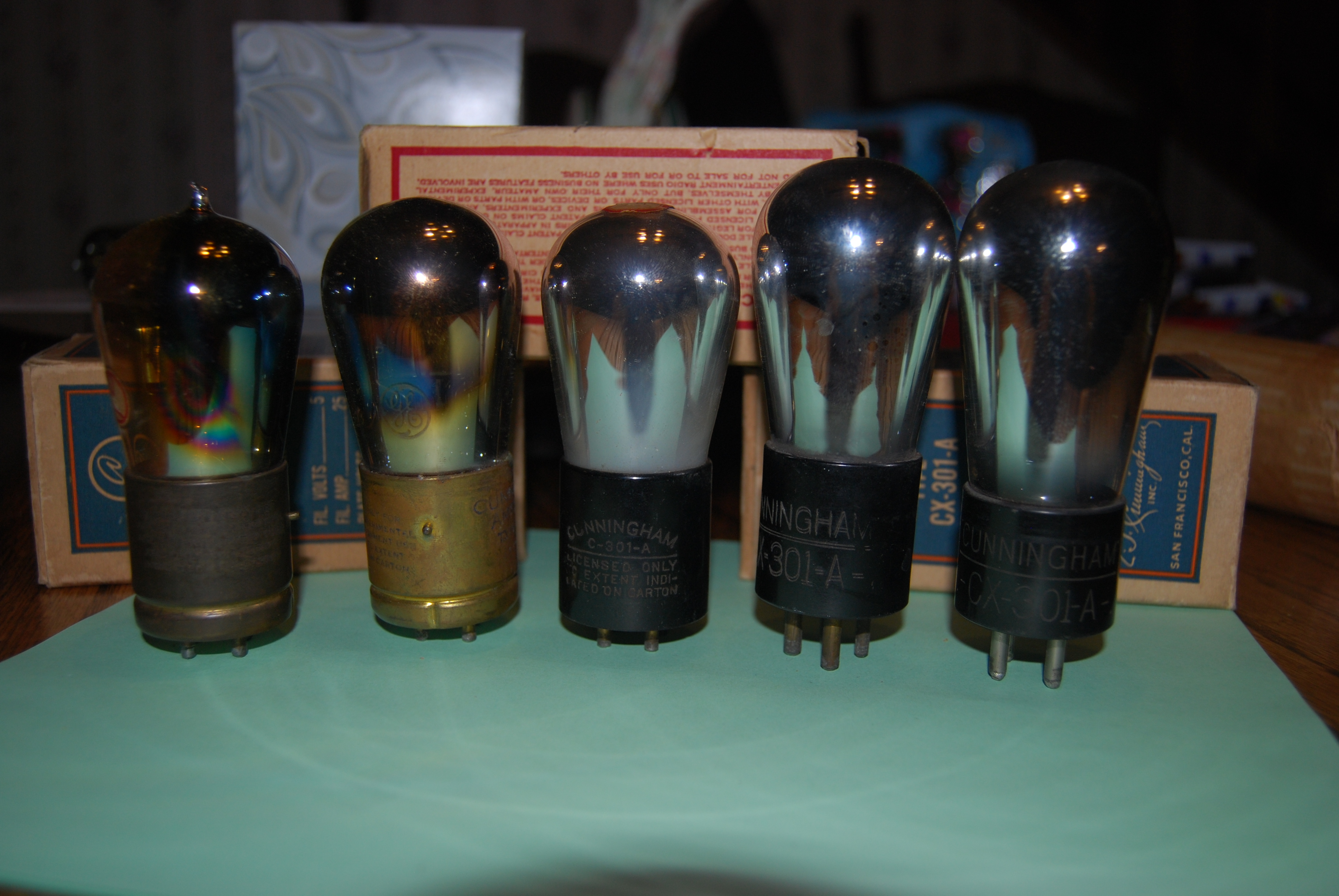
Muestra de Tubos de Cunningham de 1921 a 1924. Nótese que el nombre Audio Tron fue reemplazado por el nombre Cunningham. Si se observa cuidadosamente el segundo tubo por la izquierda, puede verse una marca GE desvaída. Esto indica que Cunningham no volvió a fabricar tubos con su marca nunca más.

Posteriormente, en 1919, la Radio Corporation of America (RCA) emprendió acciones judiciales contra Cunningham por la vulneración de las patentes de Flemming y de De Forest. La decisión tomada por el Tribunal de Distrito de los Estados Unidos para el Distrito del Norte de California fue bastante favorable a Cunningham. El resumen de la decisión del tribunal era como sigue:
- Cunningham consigue permiso para tener sus tubos autorizados durante 90 días, limitados a 5000 unidades.
- Audio Tron Sales será renombrada como Audio Tron Manufacturing Company.[12]
- Después de los 90 días, RCA suministrará a Cunningham tubos y embalajes de su elección hasta que la patente de De Forest expire. Todos estos elementos tendrán el nombre de Cunningham, etiquetas y marcas.
- Después de los 90 días, Cunningham tendrá derecho a un número mínimo garantizado de tubos cada año hasta que la patente de De Forest expire.

Hacia 1921, la Audio Tron Manufacturing Company comenzó a cambiar progresivamente su nombre a "E.T. Cunningham Inc.". Este proceso continuó hasta 1931, cuando se añadió una nueva línea:
E.T. Cunningham Inc., A Subsidiary of Radio Corporation of America
Una página publicitaria de Audio Tron en la revista Pacific Radio News de agosto de 1920 (enlace para ver el anuncio) mostraba la respuesta de Cunningham a la decisión del tribunal.
¿Cómo fue Elmer Cunningham capaz de conseguir una decisión tan favorable? Nadie lo sabe realmente, pero según Alan Douglas, un notable historiador radiofónico, podría haber habido alguna "información comprometedora" sobre ciertos miembros de la compañía RCA que pudo ayudarle en el caso. Douglas menciona a Bob Palmer, un antiguo miembro del mundillo inalámbrico de la costa del oeste que conocía "muchas cosas" sobre el todo el mundo, incluyendo a Cunningham. No tenía a Cunningham en alta estima, y lo consideraba "más bajo que una culebra en la hierba". En resumen, Douglas afirmaba que "No tengo ninguna prueba, pero Cunningham tuvo que haber tener tenido alguna clase de moneda de cambio".

### Integración en RCA
En los años posteriores a la decisión del tribunal, Cunningham desempeñó un papel cada vez más grande en las actividades empresariales de RCA. Según la publicación de la propia RCA "RCA una Perspectiva Histórica", hacia 1931 la E.T. Cunningham Company pasó a ser una parte integral de la RCA, y se consolidó como la RCA Radiotron Company, dando el derecho a la RCA al uso de la marca Cunningham. Además, Elmer T. Cunningham pasó a formar parte de la organización de la RCA. En 1932, su nombre aparece en la página 16 de la edición de agosto-septiembre de la revista "Music Trade Review" como Presidente de la RCA Radiotron Division (producción y distribución de tubos de vacío). A mediados de los años 1930 ascendió al puesto de Presidente de la División de Manufacturas de la RCA.
En 1936 estuvo implicado en las negociaciones con varios sindicatos sobre una importante disputa laboral en la planta industrial de Camden (Nueva Jersey).

## Compañía Remler
A mediados de los años 1920, los acuerdos de Cunnigham con la RCA probaron ser bastante provechosos para él. Con los nuevos tubos rápidamente desarrollados, la fabricación y demanda de equipos radiofónicos también creció a buen ritmo. En 1918 fundó la compañía Remler ("Elmer" deletreado al revés, con una r extra de "radio"). La Remler estuvo originalmente dedicada a la fabricación y venta de componentes para aparatos inalámbricos. Finalmente se centró en la venta de equipos radiofónicos bajo la forma "hágalo usted mismo" y de algunos modelos ya montados. En 1922 Cunningham vendió su participación a Thomas Grey y Ernest Danielson. La compañía estaba basada en San Francisco. El nombre de Remler permaneció en la zona empresarial del Área de la Bahía de San Francisco hasta 1988.